# Пухляковское сельское поселение
Пухляковское сельское поселение — муниципальное образование в Усть-Донецком районе Ростовской области. 
Административный центр поселения — хутор Пухляковский.

## География
Живописное место на правом берегу Дона.

## История
В этих местах жил писатель Анатолий Вениаминович Калинин. Здесь снимали известный советский фильм «Цыган».

## Административное устройство
В состав Пухляковского сельского поселения входит 1 населённый пункт:
- хутор Пухляковский.

## Население
| 2010  | 2012  | 2013  | 2014  | 2015  | 2016  | 2017  |
| ----- | ----- | ----- | ----- | ----- | ----- | ----- |
| 1806  | ↗1827 | ↗1880 | ↗1885 | ↘1858 | ↘1843 | ↘1838 |
| 2018  | 2019  | 2020  | 2021  | 2022  |       |       |
| ↗1862 | ↘1821 | ↘1783 | ↘1757 | ↘1726 |       |       |